# Gyllebo
För andra betydelser, se Gyllebo (olika betydelser).
Gyllebo är en småort i Östra Vemmerlövs socken i Simrishamns kommun. Gyllebo ligger vid Östra Vemmerlöv i sydöstra Skåne, ca 1,5 mil från Simrishamn. 
Vid orten finns Gyllebo slott, Gyllebosjön och naturreservatet Gyllebo. Gyllebosjön är Simrishamns kommuns enda riktiga sjö. Söder om sjön finns bebyggelsen, både sommarhus och åretruntbostäder.
Bebyggelsen i Gyllebo har avgränsats till två småorter. Den västra delen klassas alltjämt som småort. Den östra delen har haft färre än 50 invånare sedan 1995 och räknas därmed inte längre som småort.